# Maria Heyns
Pour les articles homonymes, voir Heyns.
Œuvres principales
Bloemenhof der doorluchtige voorbeelden (1647)
Maria Heyns, née à Kampen (Pays-Bas) en 1604 ou vers 1615 (?) et morte vers 1647 (?), est une auteure néerlandaise des Provinces-Unies dont le seul ouvrage connu est inspiré de l'œuvre de Michel de Montaigne.

## Biographie
Maria Heyns était sans doute une proche parente de Zacharius Heyns, imprimeur, libraire et poète de Zwolle.  Il est peu vraisemblable qu'elle soit la fille de Jacques Heyns, le frère de Zacharias, mais, si tel est le cas, elle serait née à Kampen en 1604.  On ne connaît d'elle qu'un seul fait biographique datable : le 28 août 1647, elle logea à Schoonhoven.  Là, elle compléta la dédicace à Sibylle van Griethuysen qui introduit la seule œuvre que l'on connaisse d'elle : Bloemhof der doorluchtige voorbeelden (Jardin de fleurs des exemples illustres, de 1647).  Le texte de cette dédicace révèle davantage sur la personnalité de l'écrivaine.  Ainsi, elle ne semble connaître de Van Griethuysen que sa réflexion théologique Spreeckende schildery (Le Tableau parlant, de 1646), un ouvrage dont on lui avait envoyé un exemplaire peu avant qu'elle ne réalise son propre livre.  Maria indique qu'elle ne compte que quelques années de plus que Van Griethuysen.

## LeJardin de fleurs

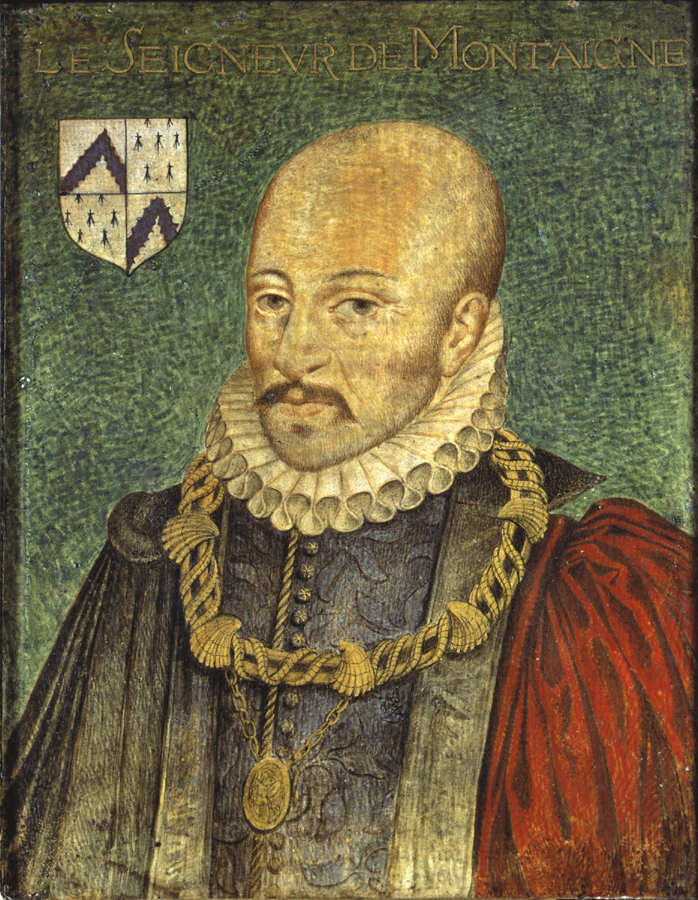
Portrait présumé de Michel de Montaigne, par un auteur anonyme (Chantilly, musée Condé). Maria Heyns traduisit plusieurs essais de Montaigne.

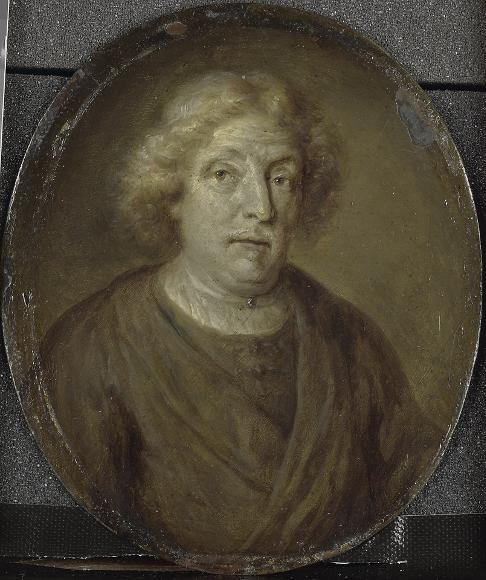
Portrait de Jacob Lescailje, par Jan Maurits Quinkhard (coll. Rijksmuseum d'Amsterdam). Lescailje est l'imprimeur du seul ouvrage de Maria Heyns.

Le Bloemhof de Maria Heyns est un mélange d'anecdotes historiques, d'essais, d'emblèmes et de considérations moralistes sans détours, le tout dans une prose fluide et naturelle.  Selon Jan te Winkel (en 1924), ce recueil mérite plus d'attention que celle qu'il semble avoir trouvée.
Les recueils badins d'anecdotes Wetsteen der vernuften (L’Affiloir des esprits) et Lok en ernst (Plaisanterie et Gravité), publiés en 1644 par Jan de Brune le Jeune, ont sans doute amené Maria à écrire et à compiler son Bloemhof.  Comme De Brune, elle a écrit des réflexions thématiques sur une multitude de questions générales, tels que la chasteté, la fierté ou diverses formes d'innocence. 
Ces considérations se composent souvent d'un amalgame d'histoires puisées dans le répertoire international courant de légendes bibliques, historiques et classiques.  L'auteure semble avoir traduit beaucoup directement de l'un ou l'autre recueil d'anecdotes et de onze chapitres des Essais (1580-1588) de Michel de Montaigne.  Le dernier quart du Bloemhof consiste même essentiellement en traductions quasiment littérales d'essais souvent entiers de Montaigne.
Jamais auparavant n'avait-on traduit en néerlandais tant de textes de Montaigne à la fois.  Des auteurs comme Jacob Cats, Johan van Beverwijck et Johan de Brune avaient cité Montaigne çà et là, et au XVIe siècle, Jan van Hout et Hendrik Laurenszoon Spiegel avaient même traduit des morceaux, mais ces expériences avaient été jusque-là sans suivi sérieux.
Il est frappant que Maria Heyns ait également traduit des essais du troisième et dernier recueil de Montaigne, où le ton de l'archi-sceptique virtuose est encore plus personnel et plus intime que dans les volumes antérieurs.  Dans son recueil, Heyns garde le personnage du narrateur de Montaigne, celui qui parle à la première personne.  Dans les passages plus personnels non empruntés, l'auteure trahit son origine néerlandaise et marque son appartenance à son siècle par des références à d'autres écrivains, tels que Spiegel et Cats.  Parmi ces références, celles à Zacharias Heyns sautent le plus aux yeux ; de lui, elle insère plusieurs emblèmes dans son ouvrage, y compris les picturæ.
Le fait que, dans le Bloemhof, les emprunts aux travaux de Zacharias Heyns dominent ceux des auteurs néerlandais soulève à nouveau la question de savoir s'il y avait un lien de parenté entre Maria et cet imprimeur et poète, mort en 1638.  Dans l'affirmative, cela nous amène à croire qu'elle ait hérité de lui les gravures originales des emblèmes ornant son Bloemhof, publié en 1647.

## Notoriété
Dans le Bloemhof, la longueur des passages traduits de Montaigne est comparable à celle de la traduction italienne antérieure de Girolamo Naselli (1590).  Néanmoins, les chercheurs et les traducteurs de Montaigne semblent avoir ignoré l'existence de cette traduction partielle.  Ainsi, pour une traduction des Essais, publiée en 1674, Jan Hendrik Glazemaker n'a pas emprunté quoi que ce soit à Heyns, et l'absence d'éditions ultérieures du Bloemhof suggère que cet ouvrage a disparu assez rapidement de la scène littéraire.

## Ressources

### Œuvre
- Heyns, Maria.  Bloemhof der doorluchtige voorbeelden: daer in door ware, vreemde en deftige geschiedenissen, leeringen en eygenschappen, alles dat de mensch tot nut en vermaek verstrekken kan, te bemerken is; uit de schriften van Philippus Camerarius, Michiel de Montanje en andere schrijvers getrokken en vertaelt, Amsterdam, Jacob Lescailje (impr.) / Jan van Hilten (libr.), 1647, 376 p.